# Jang Seo-hee
Jang Seo-hee (Hangul: 장서희) es una actriz de Corea del Sur.

## Carrera
Debutó en el mundo del entretenimiento al ganar un concurso de belleza infantil en 1981, comenzando su carrera como actriz y modelo infantil.
Años más tarde fue nombrada embajadora de buena voluntad para el 2009 Gwangju Design Biennale.

## Filmografía

### Series
| Año  | Título                           | Rol                   | Red  |
| ---- | -------------------------------- | --------------------- | ---- |
| 1994 | Han Myung Hoe                    | Reina Yoon            | KBS  |
| 1995 | West Palace                      | In-bin                | KBS  |
| 1996 | Tears of the Dragon              |                       | KBS  |
| 1998 | King and Queen                   |                       |      |
| 1999 | Hur Jun                          | Kim In-bin            | MBC  |
| 2000 | Fireworks                        | Na Hyun-kyung         | SBS  |
| 2000 | Foolish Princes                  |                       | MBC  |
| 2000 | Emperor Wang Gun                 |                       | KBS  |
| 2001 | Her House                        | Chae Yeon             | MBC  |
| 2001 | That's Perfect                   |                       | SBS  |
| 2002 | Miss Mermaid                     | Eun Ah Ri (joven)     | MBC  |
| 2003 | Merry Go Round                   | Sung Eun Kyo          | MBC  |
| 2005 | Recipe of Love                   | Oh Soon Jin           | MBC  |
| 2006 | Geng Zi Feng Yun                 | Si Qin                |      |
| 2008 | Temptation of Wife               | Gu Eun-Jae/Min So-Hee | SBS  |
| 2010 | OB & GY                          | Seo Hye Young         | SBS  |
| 2011 | Master Lin in Seoul              | Park Sunhee           | CCTV |
| 2012 | Heroes of Sui and Tang Dynasties | Zhang Lihua           |      |
| 2014 | Two Mothers                      | Baek Yeonhui          | KBS  |
| 2015 | Mom                              | Kim Yoon Hee          | MBC  |
| 2017 | Unni is Alive                    | Min Deul-Re           | SBS  |

### Películas
| Año  | Título                     | Rol      |
| ---- | -------------------------- | -------- |
| 1983 | 3 Días y 3 Noches          |          |
| 1993 | El sol de la sociedad      |          |
| 2003 | La Luna Creciente          |          |
| 2004 | Casa Fantasma              | Won-ha   |
| 2006 | Mi Capitán, Señor de Metro |          |
| 2011 | Secretos, Objetos          | Hye-jung |

### Anuncios
| Año  | Título              | Notas                |
| ---- | ------------------- | -------------------- |
| 2003 | Ezen Tech (Charbyl) | junto a Lee Jung-jae |

## Premios
| Año  | Premio                         | Nominación |
| ---- | ------------------------------ | --- |
| 1991 | 27 Baeksang Artes Awards       | mejor actriz nueva (That Woman) |
| 2002 | 27th Baeksang Arts Awards      | Daesang/Grand Prize, alta excelencia, actriz, actriz del año elegida por la prensa, popularidad, mejor pareja junto a Kim Sung-min (Miss Mermaid) |
| 2005 | 22nd Korea Best Dresser Awards | mejor vestida del año |
| 2006 | 1st Asia Model Festival Awards | estrella Hallyu |
| 2006 | 14th Chunsa Film Art Awards    | gran premio cultura Hallyu |
| 2009 | SBS Drama Awards               | Daesang/Grand Prize; Top 10 estrellas (Temptation of Wife)                                                                                        |
| 2017 | SBS Drama Awards               | premio alta excelencia, actriz de drama diario o semanal (Band of Sisters)                                                                        |